# Béatification de Jean-Paul II

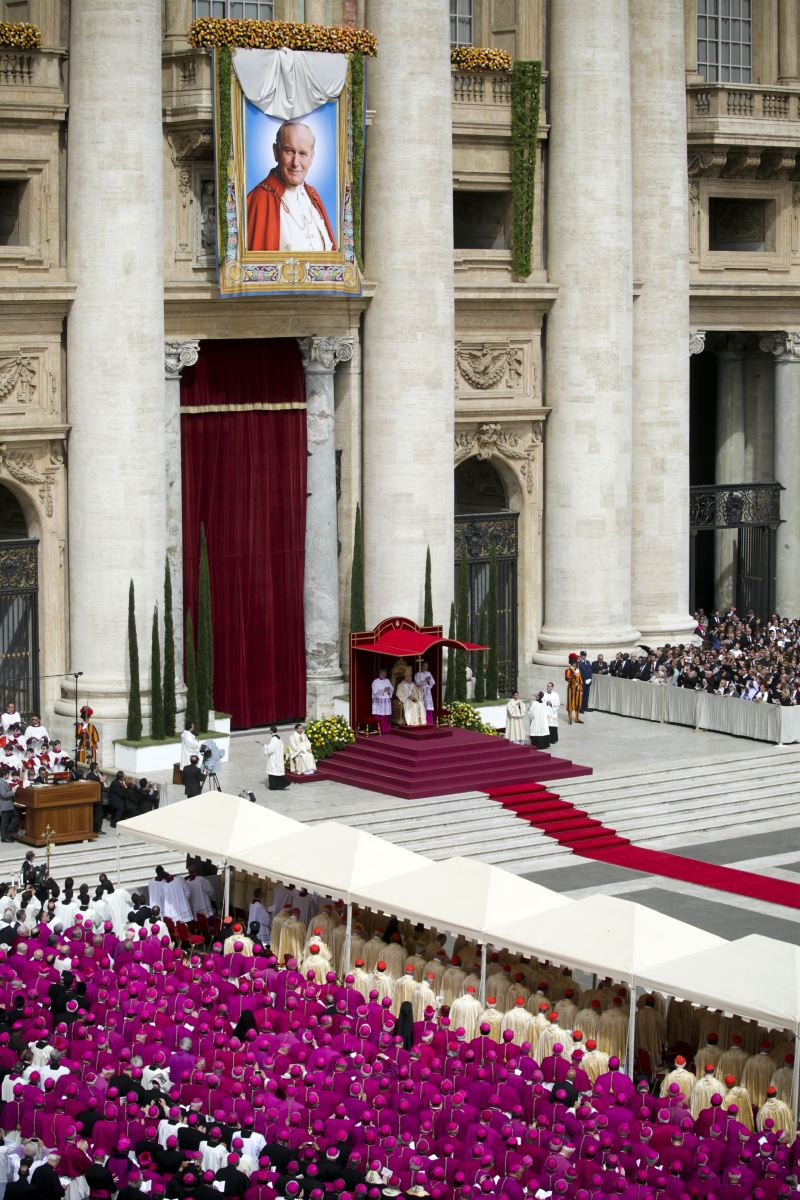
Béatification de Jean-Paul II, le 1 mai 2011

La cause en béatification de Jean-Paul II est ouverte le 28 juin 2005, par le pape Benoît XVI. La béatification du pape défunt a ensuite lieu le 1er mai 2011 en présence d'un demi million de personnes.

## Déroulement

### Vox Populi, Vox Dei

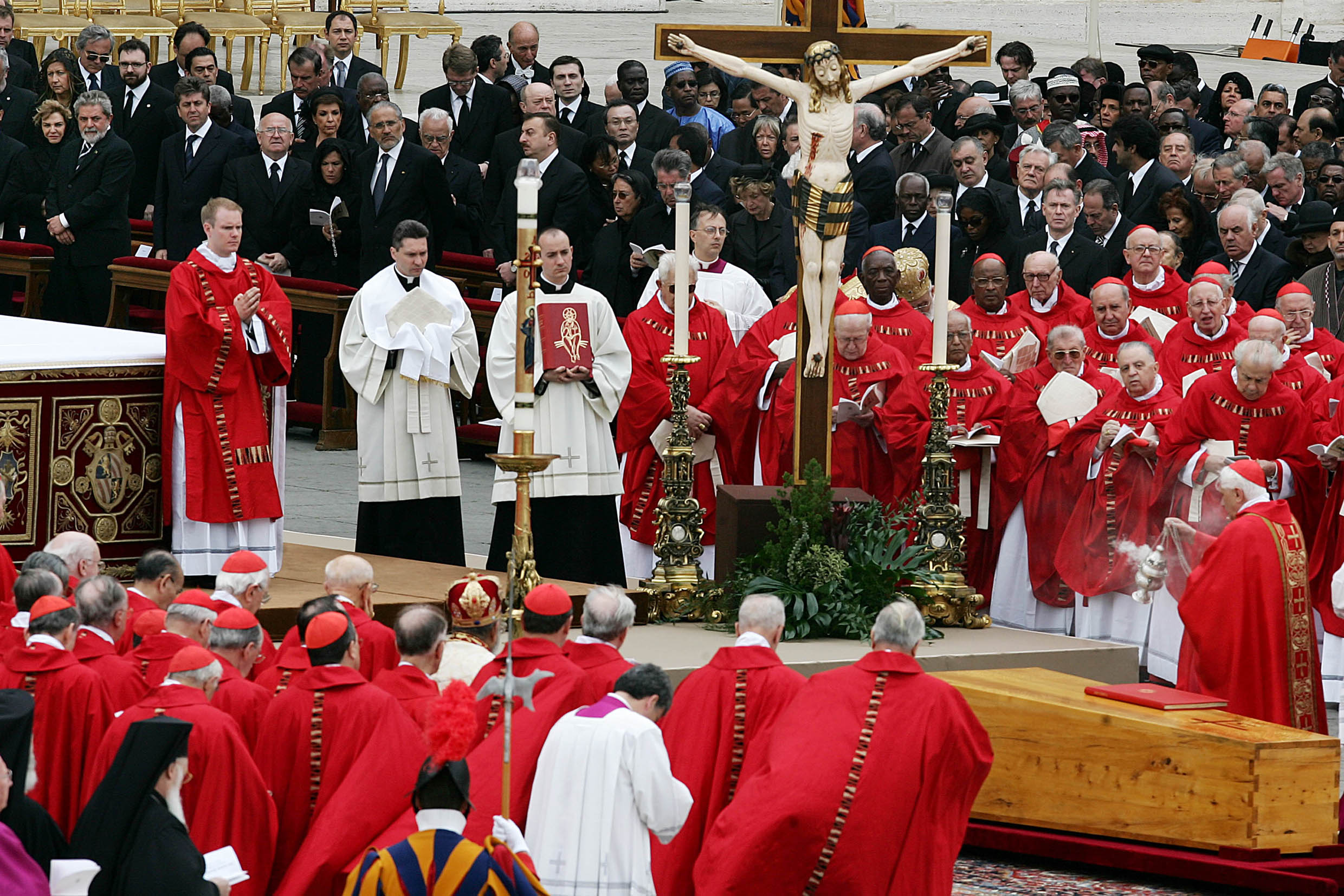
Le cardinal Joseph Ratzinger célébrant les funérailles du pape défunt.

Au cours des funérailles du pape Jean-Paul II, le 8 avril 2005, une partie de la foule scande « santo subito, santo subito », c’est-à-dire « Canonisez-le tout de suite ! ». L'adage médiéval « Vox populi, Vox Dei » (la voix du peuple est la voix de Dieu) et une pétition signée par 170 cardinaux ont poussé le pape Benoît XVI à autoriser, le 13 mai 2005, l'ouverture d'un procès en béatification. C'est une exception aux normes qui fixent habituellement un délai de cinq ans entre la mort et l'ouverture du procès,,. C'est ainsi la première fois, depuis l'instauration en 1588 de nouvelles normes pour les procédures de canonisation, qu'une cause est ouverte aussi rapidement.

### Enquêtes diocésaines
Le 18 mai 2005, le cardinal Camillo Ruini, vicaire Général du diocèse de Rome, fait appel, dans un édit officiel, à tous les témoignages favorables et défavorables quant à la réputation de sainteté de Jean-Paul II. Pour réunir tous les écrits du défunt pape, il sollicite notamment ses correspondants,.
Le procès en béatification de Jean-Paul II commence officiellement dans le diocèse de Rome le 28 juin 2005,.  Un postulateur est nommé pour rassembler toutes les informations nécessaire à la cause : monseigneur Slawomir Oder, prélat du vicariat de Rome. Une partie de l'enquête est menée dans l'Archidiocèse de Cracovie, dont Karol Wojtyla a été l'archevêque. Ce travail d'investigation, à Rome et en Pologne, est nécessaire pour vérifier l'exemplarité de la vie de Jean-Paul II. Il s'agit d'étudier tous les écrits publiés par Karol Wojtyla (textes officiels mais aussi lettres et notes personnelles) et d'auditionner de nombreux témoins.

### Miracle attribué à Jean-Paul II
Parallèlement, une enquête est ouverte le 17 mars 2006 dans l'Archidiocèse d'Aix-en-Provence sur un présumé miracle dû à l'intercession de Jean-Paul II. Le cas retenu est celui de sœur Marie Simon-Pierre Normand, guérie de la maladie de Parkinson le 2 juin 2005, à Puyricard, près d'Aix-en-Provence,.
Cette religieuse raconte qu'elle a été très affectée par la mort du Pape le 2 avril 2005. Le 2 juin après-midi,  sa supérieure lui demande d’écrire le nom de «Jean-Paul II». La première tentative est illisible, mais dans la soirée, comme habitée par une force invisible, Sœur Marie Simon-Pierre réécrit le nom du Pape. «Cela faisait exactement deux mois que Jean Paul II nous avait quittés pour la Maison du Père, se rappelle-t-elle. A 4h30, je me réveillais, stupéfaite d’avoir dormi. D’un bond, je sortais de mon lit, mon corps n’était plus endolori, plus aucune raideur et intérieurement je n’étais plus la même». Comme elle l’explique, sa guérison soudaine est «un mystère difficile à expliquer avec des mots».
L'enquête diocésaine sur la vie et les vertus de Jean-Paul II est clôturée le 2 avril 2007 avec le dépôt, à la Congrégation pour les causes des saints, des documents recueillis,. La veille, l'archevêque d'Aix et Arles a remis à la même congrégation les actes de l'enquête sur la guérison extraordinaire de Sœur Marie Simon-Pierre Normand.

### Reconnaissance de l'héroïcité des vertus
Dès avril 2007, le procès sur la vie de Karol Wojtyla se poursuit à Rome, dans la Congrégation pour les causes des saints. Celle-ci étudie les actes du procès diocésain et rédige la positio, le dossier de béatification qui présente les résultats de cette enquête diocésaine,. Cette positio de près de 5000 pages est entérinée par le père Daniel Ols, dominicain français, rapporteur de la cause. Elle est ensuite lue par une commission de huit théologiens qui, avec Mgr Sandro Corradini, promoteur général de la foi, analyse les documents, témoignages, preuves et études présentés. Les commentaires de cette commission et la positio sont ensuite soumis à l'avis de plusieurs cardinaux. Le décret sur l'héroïcité des vertus de Karol Wojtyla est finalement voté par cette commission de cardinaux, le 16 novembre 2009,. Après avoir entendu le compte rendu de la Congrégation, le pape Benoît XVI signe, le 19 décembre 2009, le décret attestant des vertus héroïques de son prédécesseur, Jean-Paul II, le proclamant ainsi « vénérable » de l'Église.

### Béatification

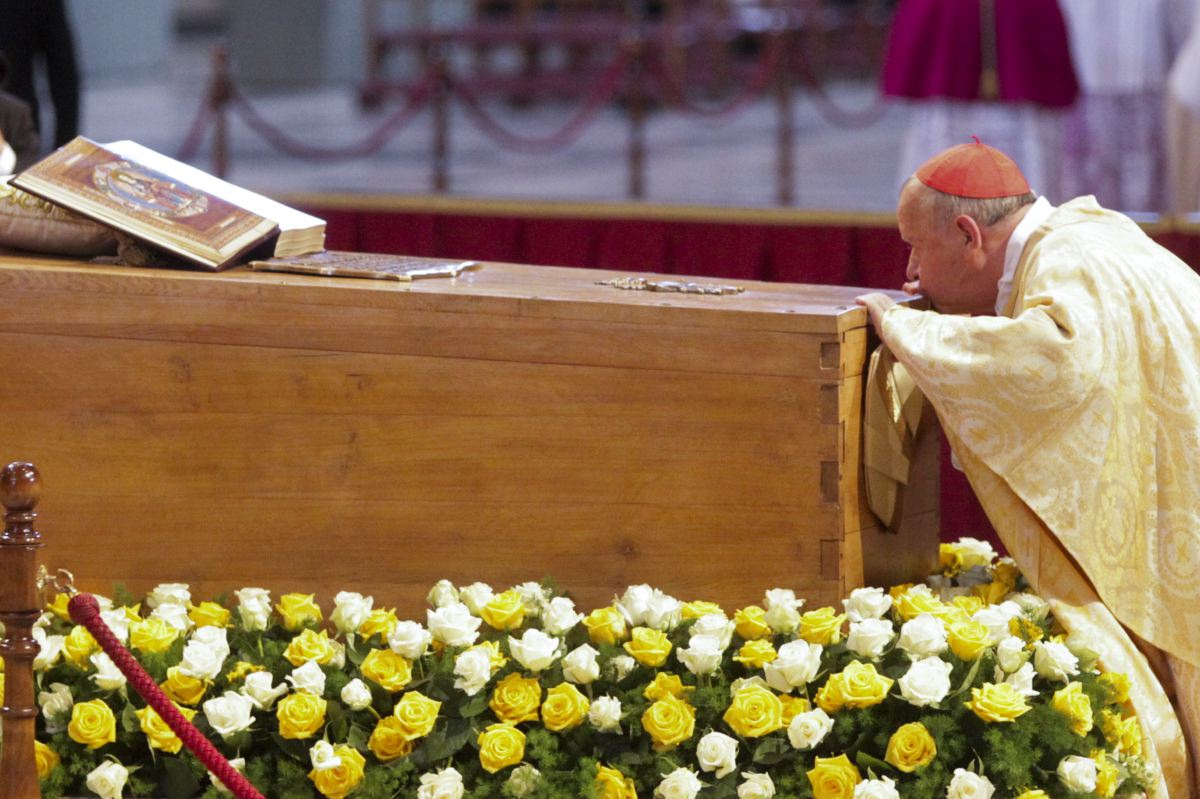
Le cardinal Stanisław Dziwisz embrassant la châsse de Jean-Paul II.

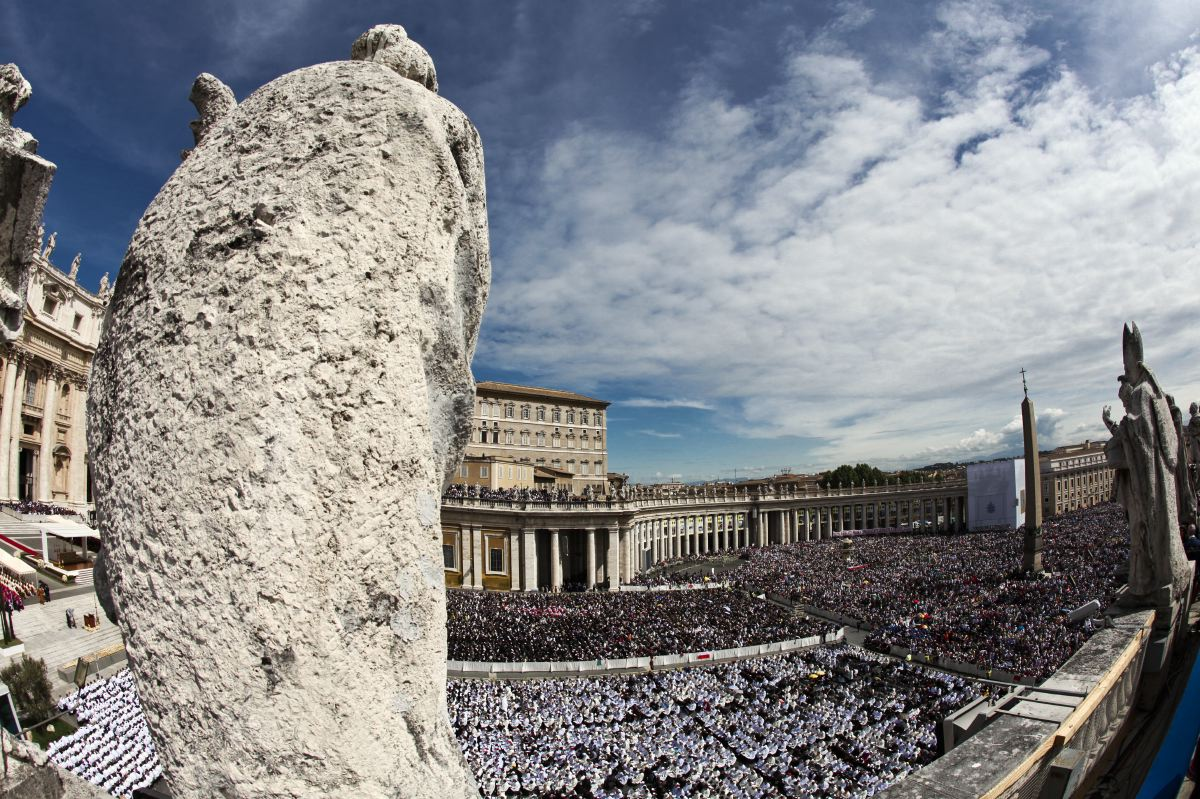
La foule assistant à la cérémonie religieuse.

L'héroïcité des vertus étant reconnue, un miracle s'étant produit après la mort de Jean-Paul II doit être authentifié pour que la béatification puisse avoir lieu. Une commission médicale, composée de sept médecins, doit notamment déterminer si la guérison retenue est, ou n'est pas, explicable scientifiquement. De plus, si cette guérison s'avère extraordinaire, une commission théologique doit aussi se prononcer sur son caractère miraculeux et sur  l'intercession de Jean-Paul II dans celle-ci. Enfin, les évêques et cardinaux de la Congrégation des causes des saints sont appelés à donner leur avis sur le dossier. Si celui-ci est favorable, la reconnaissance du miracle est alors proposée à l'approbation du pape,.
Le 14 janvier 2011, après un avis positif de la Congrégation sur le caractère miraculeux de la guérison de sœur Marie Simon-Pierre, religieuse française atteinte de la maladie de Parkinson, le Saint-Siège annonce la décision de béatifier Jean-Paul II le 1er mai 2011. Le rite de béatification est célébré par le pape Benoît XVI, à Rome, lors du premier dimanche après Pâques, appelé aussi Dimanche de la divine Miséricorde. Cette fête avait été instituée par Jean-Paul II en 2000 et c'est à la veille de sa célébration qu'il était mort en 2005. Plus d'un demi-million de personnes, 90 délégations officielles et une vingtaine de chefs d'état sont présents à la cérémonie.

### Canonisation
Le Pape Jean-Paul II a été canonisé le 27 avril 2014.

## Miracle non attribué
La béatification réclame qu'on ait attribué au moins un miracle à Jean-Paul II, celui-ci devant s'être produit après sa mort. À ce titre le père Slawomir Oder proposa d'inclure la survie du pilote de formule 1 Robert Kubica à son accident du 10 juin 2007, car le pilote polonais avait une photo de l'ancien pape dans son casque. Cependant malgré l'aspect impressionnant de l'accident, le fait que Kubica soit indemne est loin de constituer un élément surnaturel car les voitures sont conçues précisément pour sauver les pilotes de tels accidents.

## Oppositions
La Fraternité Saint Pie X, dont Jean-Paul II avait excommunié le fondateur, s'est élevée très tôt contre les processus de béatification et d'éventuelle canonisation. Le livre Jean-Paul II, doutes sur une béatification, écrit par l'abbé Patrick de La Roque, de la FSSPX, a estimé que "le Pape avait élevé de fausses religions au rang de moyen de salut".( à travers ses initiatives œcuméniques )
Différents dignitaires ecclésiastiques et théologiens sont opposés à ce processus de canonisation. Dans la déposition de Carlo Maria Martini durant le procès de canonisation de Jean-Paul II, le cardinal reproche au pape polonais d'avoir mal choisi ses collaborateurs, d'avoir privilégié certaines congrégations comme l'Opus Dei ou les Légionnaires du Christ, d'avoir favorisé la papolâtrie, de ne pas avoir démissionné alors qu'il ne pouvait plus assumer ses fonctions. En octobre 2007, onze théologiens parmi lesquels le jésuite espagnol José María Castillo Sánchez (es) et l'italien Giovanni Franzoni, ont relevé sept points d'opposition qui incluent les dernières considérations de Jean-Paul II sur la contraception et le rôle des femmes au sein de l'Église catholique. On relève également les délais dans la prise en compte des scandales sexuels, les négociations financières opaques avec la banque Ambrosiano et les sanctions contre une centaine de théologiens catholiques.
Sans oublier frère Bruno de Jésus de la Ligue de la contre-réforme catholique qui a adressé un mémoire au postulateur de la cause pour montrer ce qui s'oppose de fait à cette canonisation 